# Hrabstwo Niagara
Hrabstwo Niagara (ang. Niagara County) – hrabstwo w stanie  Nowy Jork w USA. Populacja wynosi 219 846 mieszkańców (stan według spisu z 2000 r.).
Powierzchnia hrabstwa wynosi 2952 km². Gęstość zaludnienia wynosi 162 osób/km².
Hrabstwo Niagara leży w zachodniej części stanu Nowy Jork.

## Miasta
- Cambria
- Hartland
- Lewiston
- Lockport (city)
- Lockport  (town)
- Newfane
- Niagara
- Niagara Falls
- North Tonawanda
- Pendleton
- Porter
- Royalton
- Somerset
- Wheatfield
- Wilson

## Wsie
- Barker
- Lewiston
- Middleport
- Wilson
- Youngstown

## CDP
- Gasport
- Newfane
- Olcott
- Ransomville
- Rapids
- Sanborn
- South Lockport